# Nowa Konfederacja
Nowa Konfederacja – polskie czasopismo, portal publicystyczno-ekspercki i wydawnictwo zajmujące się zagadnieniami związanymi z państwem i polityką, w szczególności skupiający się na sprawach ustrojowych, polityce międzynarodowej, prawie, obronności i gospodarce.

## Historia i misja
Nowa Konfederacja powstała w 2013 jako internetowy tygodnik idei, we wrześniu 2014 została przekształcona w miesięcznik. W listopadzie 2017 Nowa Konfederacja została przekształcona w tzw. thinkzine (połączenie think-tanku i magazynu idei) – dołączając do działalności publicystycznej działalność ekspercką.
Od 2013 najpierw redaktorem naczelnym, następnie dyrektorem Nowej Konfederacji jest Bartłomiej Radziejewski.
Nowa Konfederacja działa w nurcie polskiej tradycji republikańskiej. Misją organizacji jest podniesienie jakości rządzenia w Polsce oraz jakości debaty publicznej.
W październiku 2020 powołane zostało Wydawnictwo Nowej Konfederacji. Poza książkami autorów współczesnych publikuje także dzieła nieżyjących myślicieli, np. Władysława Studnickiego.  

## Działalność i autorzy
Podstawową formą działalności Nowej Konfederacji jest portal nowakonfederacja.pl, na którym zamieszczane są artykuły, komentarze publicystyczne i eksperckie, analizy, raporty oraz miesięcznik „Nowa Konfederacja”. Nowa Konfederacja organizuje także wydarzenia – debaty ekspertów i publicystów z udziałem publiczności oraz Salony Dyskusyjne – formuła ograniczona do kilkunastu ekspertów.
Do autorów publikujących w Nowej Konfederacji należą m.in. Bartłomiej Radziejewski, Stefan Sękowski, Jarema Piekutowski, Filip Memches, Witold Repetowicz, Roman Graczyk, Andrzej Mikosz, Tomasz Grzegorz Grosse, Ludwik Dorn, Jan Maria Rokita, Rafał Matyja, Bogdan Góralczyk, środowisko Centrum Studiów Polska-Azja.
Publikacje autorów Nowej Konfederacji ukazują się również w innych mediach, takich jak Dziennik Gazeta Prawna, Rzeczpospolita, Kultura Liberalna, Klub Jagielloński, Krytyka Polityczna i Magazyn Kontakt. Nowa Konfederacja jest jednym z uczestników Projektu „Spięcie”. Rozmowy z autorami Nowej Konfederacji ukazują się w takich mediach jak Teologia Polityczna, Krytyka Polityczna, TOK FM czy Gazeta.pl. Wybrane teksty ukazujące się w Nowej Konfederacji, publikowane są także w innych czasopismach, np. Teologii Politycznej.

## Publikacje Wydawnictwa Nowej Konfederacji
- Bartłomiej Radziejewski, Między wielkością a zanikiem. Rzecz o Polsce w XXI w., ISBN 978-83-959370-0-2[20]
- Jarema Piekutowski, Od foliowych czapeczek do seksualnej recesji, ISBN 978-83-959370-2-6[21]
- Stefan Sękowski, Mała degeneracja, ISBN 978-83-959370-1-9[22]
- Jacek Bartosiak, Koniec końca historii, ISBN 978-83-959370-3-3[23]
- Marek Budzisz, Iluzja wolnej Białorusi. Jak walcząc o demokrację można utracić ojczyznę, ISBN 978-83-959826-5-1[24]
- Władysław Studnicki, Polska za linią Curzona, ISBN 978-83-960070-3-2[25]
- Andrzej Horubała, Wdowa smoleńska albo niefart, ISBN 978-83-960070-6-3[26]